# Jean-Claude Billong
Jean-Claude Billong (* 28. Dezember 1993 in Mantes-la-Jolie) ist ein kamerunisch-französischer Fußballspieler.

## Karriere

### Verein
Billong begann seine fußballerische Ausbildung bei der US Créteil, wo er bis Sommer 2010 spielte. Anschließend spielte er dreieinhalb Jahre beim FC Mantes. Im Jahr 2014 stand er bei den New York Red Bulls unter Vertrag und spielte dort in der Jugend. 2016 spielte er schließlich sechs Monate in Portugal beim Leixões SC. Im Juli 2016 wechselte er nach Slowenien zum NK Rudar Velenje. Bei einem 1:1-Unentschieden gegen den NK Krško spielte er am ersten Spieltag direkt die vollen 90 Minuten und gab somit sein Mannschaftsdebüt. Einen Monat später traf er das erste Mal für den Verein, als sein Team den NK Olimpija besiegen konnte. In der gesamten Saison 2016/17 schoss er zwei Tore in 23 Ligaspielen. Zur kommenden Saison wechselte er zum Ligakonkurrenten NK Maribor. Am 15. Juli 2017 (1. Spieltag) debütierte er über 90 Minuten gegen den NK Aluminij für Maribor. Ungefähr zwei Monate später erzielte er seinen ersten Treffer bei einem 3:2-Sieg im Rückspiel gegen Aluminij. Sechs Tage später stand er in der Champions-League-Gruppenphase gegen den FC Sevilla auf dem Platz.
In der Winterpause verließ er Slowenien und wechselte für zwei Millionen Euro in die italienische Serie A zu Benevento Calcio. Sein Serie-A-Debüt gab er am 6. Januar 2021 (20. Spieltag), als er gegen Sampdoria Genua eine Halbzeit lang spielte. Nach 20 Einsätzen und einem Tor noch in Slowenien stieg er mit fünf Einsätzen bei Benevento in die Serie B ab. Bis zur Winterpause war er bei Benevento in der zweiten italienischen Liga Stammkraft, wurde schließlich aber bis zum Saisonende an Foggia Calcio verliehen. Für seinen Leihverein debütierte er am 4. Februar 2019 (22. Spieltag) bei einem 0:0-Unentschieden gegen die US Palermo. Für Foggia spielte er 15 Mal, kam also in der gesamten Spielzeit 2018/19 zu 28 Ligaeinsätzen. Für die Folgespielzeit 2019/20 wurde er erneut verliehen, diesmal an die US Salernitana. Aufgrund einer Knöchelverletzung gab er sein Mannschaftsdebüt erst gegen Ascoli Calcio am 30. November 2019 (14. Spieltag). Die Spielzeit beendete Billong mit lediglich elf von 38 möglichen Ligaeinsätzen. Nach dem Wiederaufstieg Beneventos wurde er in die Türkei an Hatayspor verliehen. Am dritten Spieltag wurde er gegen Kasımpaşa Istanbul sehr spät eingewechselt und spielte somit das erste Mal in der Süper Lig. Bei Hatayspor konnte er sich durchsetzen und kam in der Liga zu 26 Einsätzen.
Nach seiner Rückkehr wechselte er zurück in sein Ausbildungsland, nach Frankreich zu Clermont Foot. Sein erstes Spiel in der Ligue 1 absolvierte er bei einer 0:4-Niederlage gegen Paris Saint-Germain nach Einwechslung am 11. September 2021 (5. Spieltag). Im September 2022 verließ er Clermont und wechselte zu CFR Cluj nach Rumänien. Für Cluj kam er in der Saison 2022/23 nur zu drei Einsätzen im Pokal. Im Juli 2023 zog es ihn nach Thailand, wo er einen Vertrag beim Erstligisten Muangthong United unterschrieb. Mit Muangthong stand er am 16. Juni 2024 im Finale des Thai League Cup. Hier verlor man mit 1:0 gegen den Erstligisten BG Pathum United FC. Nach 23 Ligaspielen, in denen er einen Treffer erzielte, wurde sein Vertrag im Sommer 2024 nicht verlängert.

### Nationalmannschaft
Billong spielte am 4. Juni 2021 in einem Freundschaftsspiel gegen Nigeria das erste Mal für die kamerunische A-Nationalmannschaft.

## Erfolge
Muangthong United
- Thailändischer Ligapokalfinalist: 2023/24